# Kanguimbu Ananaz
Maria Manuela Cristina Ananaz, também conhecida pelo pseudónimo Kanguimbu Ananaz (bairro do Forte de Santa Rita, Moçâmedes, 3 de fevereiro de 1959) é uma poetisa, psicóloga e consultora social angolana.

## Biografia
Realizou o ensino primário no Colégio de Nossa Senhora de Fátima, e o ensino secundário na Escola Preparatória Barão de Moçâmedes. Estudou comércio na Escola Industrial Infante D. Henriques da mesma cidade. Após a independência de Angola, fez o terceiro nível na Escola Njinga Mbande entre 1981 a 1984, e o Pré-Universitário no PUNIV em Luanda entre 1985 a 1987.
Em 1989, frequentou o curso de biologia na Faculdade de Ciências da Universidade Agostinho Neto. Em 1992 ingressou no Instituto Superior de Ciências da Educação, onde  formou-se em psicologia, terminando o plano curricular em 1996.
Obteve o seu mestrado em língua e literatura portuguesa pela Faculdade de Letras da Universidade Agostinho Neto.
Foi membro da Brigada Jovem de Literatura de Angola, e da União dos Escritores Angolanos, onde exerceu as funções de secretária para as atividades culturais entre 2004 e 2010.

## Obras
- Seios do Deserto, poesia, 2002
- Avô Sabalo, conto infantil, 2006
- Soba Kangeiya e a Palavra, conto infantojuvenil, 2010
- O Regresso de Kambongue, conto infantojuvenil, 2011
- As Férias de Yahula, conto infantojuvenil, 2012
- Pétalas Rasgadas, poesia, 2014
- Fenómenos “Vendedores nas Ruas de Luanda, ensaio, 2015
- A Wati e a Sonhi n.º 1, infantojuvenil, 2016
- Pétalas Rasgadas, poesia, 2017

Antologias
- O amor tem Asas de Ouro, poesia, 2004
- Todos os Sonhos, poesia, 2006
- Entre a Lua, o Caos, o Silêncio e a Flor, poesia, 2011
- Histórias de Encontrar, conto, 2011

No prelo
- A Wati e a Sonhi n.º 2, infantojuvenil
- O Sabor dos Frutos, conto infantil
- A Welwitschia e o Mar, conto infantil
- Seios e Ventres, poesia
- Meu Padrasto, Meu Marido
- A Literatura Infantil Angolana, Pós-Independência, estudo sobre a escritora Cremilda de Lima